# Corpus antiphonalium officii
Pour les articles homonymes, voir CAO.
Le Corpus antiphonalium officii est un immense catalogue des antiennes et des répons en grégorien selon 800 manuscrits médiévaux, édité par Dom René-Jean Hesbert (1899 - † 1983) de l'abbaye Saint-Wandrille de Fontenelle et originaire de l'abbaye Saint-Pierre de Solesmes. Cet ouvrage composé de six volumes fut publié chez Herder à Rome, de 1963 à 1979. Depuis sa publication, il est devenu sous l'abréviation CAO une référence non seulement pour les études grégoriennes, mais aussi pour les éditions critiques des chants des offices en grégorien.

## Histoire
Arrivé à l'abbaye Saint-Pierre de Solesmes en 1922, Dom René-Jean Hesbert devint aussitôt spécialiste des manuscrits du chant grégorien auprès de l'atelier de la Paléographie musicale. Si, à cette époque-là, l'équipe était sous la direction de Dom André Mocquereau († 1930), Dom Hesbert développa lui-même sa méthode particulière de classement des manuscrits, de façon correcte. À la suite du décès du directeur, ce jeune moine était capable de préparer les texte et tables du tome XIV de la Paléographie musicale, au lieu de Dom Joseph Gajard, successeur. En 1935, Dom Hesbert sortit l'Antiphonale missarum sextuplex à Bruxelles. 
Après la période difficile de la Deuxième Guerre mondiale, ce moine fut transféré à l'abbaye Saint-Wandrille de Fontenelle en août 1947, de sorte que ce monastère fut à nouveau dynamisé. Dom Hesbert y continua ses études concernant les manuscrits grégoriens, par exemple, en consultant tous les 400 manuscrits de Jumièges conservés à la Bibliothèque municipale de Rouen, en faveur du 13e centenaire de cette abbaye, à savoir en 1954.
Enfin, ce musicologue possédant un talent exceptionnel effectua, avant son décès, ce que personne n'avait pu achever auparavant : un véritable catalogue de très bonne qualité des antiennes grégoriennes, trésor de la liturgie médiévale. De fait, Dom Hesbert était capable de maîtriser 800 manuscrits, selon Emmanuel Poulle, « presque monstrueux », ainsi qu'en manière d'édition critique. D'après la première de couverture du tome I, Dom René Prévost de l'abbaye Saint-Paul de Wisques soutenait la rédaction de cette série. Il fallut enfin 17 ans pour sa publication chez l'édition Herder à Rome, de 1963 à 1979.
Lorsque Dom Hesbert commença cette manœuvre, auprès du Saint-Siège, le concile Vatican II était tenu. À la suite de ce concile, la liturgie des Heures fut, certes, considérablement reformée pour la première fois dans l'histoire de l'Église. Toutefois, en faveur des textes de la nouvelle Liturgia Horarum, ses compilateurs n'oublièrent pas de consulter le CAO de Dom Hesbert.

## Publication
L'ouvrage fut publié chez Herder à Rome, en tant que la série Rerum ecclesiasticarum documenta no 7 - 12.
1. tome I, Manuscripti cursus romanus, 448p., 1963
2. tome II, Manuscripti cursus monasticus, 828 p., 1965
3. tome III, Invitatoria et antiphonæ édition critique, 552 p., 1968 [lire en ligne]
4. tome IV, Responsoria, versus, hymni et varia, 528 p., 1970
5. tome V, Fontes earumque prima ordinatio, 528 p., 1975
6. tome VI, Secunda et tertia ordinationes, 418 p., 1979

## Caractéristique
Les deux premiers tomes sont réservés aux cursus séculier ('romain') et monastique, à la base des antiphonaires grégoriens plus anciens.
Le premier volume se consacre donc à ces six manuscrits, :
1. C : (Compiègne), Bibliothèque nationale de France, latin 17436, Antiphonarius sans notation (Antiphonaire dit de Compiègne), IXe siècle [lire en ligne]
2. G : (Grande-Bretagne - Durham), Bibliothèque Chapter de la cathédrale de Durham, manuscrit B iii 11[6], antiphonaire originaire de Liège (dit Antiphonaire français[cao1 2]), XIe siècle
3. B : (Bamberg), Bibliothèque d'État de Bamberg, manuscrit Lit. 23, Antiphonarium de Bamberg, XIe siècle [lire en ligne]
4. E : (Ivrée), Bibliothèque capitulaire, manuscrit 106[cao1 2], antiphonaire issu d'Ivrée ou de Pavie, Xe ou XIe siècle
5. M : (Monza), Bibliothèque capitulaire, manuscrit C. 12/75, antiphonaire issu du dôme de Monza, XIe siècle
6. V : (Vérone), Bibliothèque capitulaire, manuscrit XCVIII, antiphonaire de Vérone, XIe siècle

De même, le tome II se compose de six manuscrits anciens, issus des monastères :
1. H : (Hartker ou Helvetia - Saint-Gall), Bibliothèque de l'abbaye de Saint-Gall, manuscrits 390 et 391, Antiphonaire de Hartker, vers 1000 [lire en ligne (390)] et [lire en ligne (391)]
2. R : (Rheinau), Bibliothèque centrale de Zurich, manuscrit Rh. 28, antiphonaire de l'abbaye de Rheinau, XIIIe siècle
3. D : (Saint-Denis), Bibliothèque nationale de France, latin 17296, Antiphonarium Sancti Dyonisii, vers 1140 - 1160 [lire en ligne]
4. F : (Saint-Maur-des-Fossés), Bibliothèque nationale de France, latin 12584, antiphonaire de Saint-Maur-des-Fossés, vers 1075 - 1100 [lire en ligne]
5. S : (Silos), British Museum, additional (ADD) 30850, antiphonaire de Silos, XIe siècle
6. L : (Lombards de Bénévent ?), Bibliothèque capitolare de Bénévent, manuscrit 21, Antiphonale monasticum, fin XIIe siècle

Les tomes III et IV sont surtout consacrés aux textes. Alors que le premier se composent des antiennes et des invitatoires, le volume IV fut édité en faveur des répons, des versets et des hymnes. L'auteur soulignait qu'il s'agit des éditions critiques, en raison de ses choix parmi de nombreuses variantes de ces chants.
Une particularité de l'ouvrage s'illustre de ses derniers deux volumes. Il s'agit d'une base destinée à la préparation d'une édition critique du répertoire des offices, avec reconstitution de l'archétype, en maitrisant 800 manuscrits.

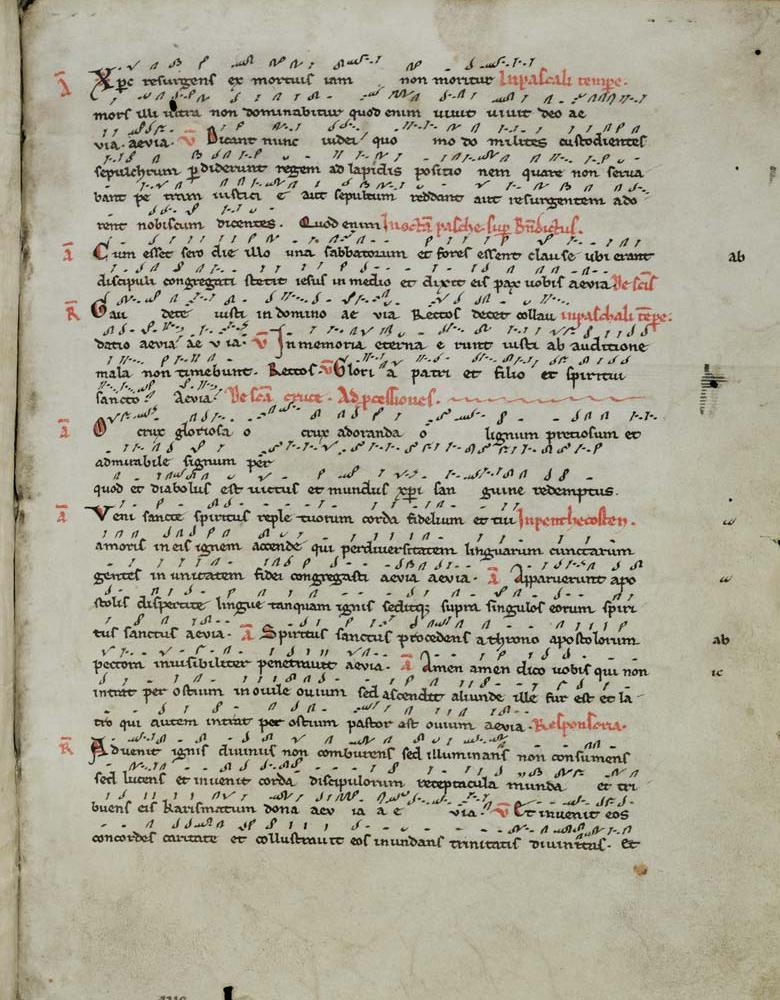
Antiphonaire de Hartker, ms 391, fol. 9.

Cette œuvre demeurera encore l'une des publications les plus importantes de manuscrits grégoriens. Néanmoins, en examinant en détail le Corpus, Dom Daniel Saulnier de Solesmes présentait, dans sa thèse de doctorat (2005), quelques limites de l'ouvrage de Dom Hesbert. Car, à mesure que les études sémiologiques grégoriennes s'avançaient, l'importance des manuscrits les plus anciens, à la place des documents tardifs, devint indiscutable et définitive. Si le prédécesseur profitait des documents vraiment corrects tel l'antiphonaire de Hartker (vers 1000), le CAO manque de quelques manuscrits les plus anciens, par exemple, le manuscrit du Mont-Renaud (Xe siècle). En effet, les études récentes découvrirent qu'après l'invention de la notation en lignes par Guy d'Arezzo, le chant grégorien avait perdu ses propres mélodies pour adapter à ce nouveau système, à l'exception de deux seuls manuscrits. 
D'autre part, en évitant une synthèse « jamais chantée », Dom Saulnier établit un nouveau principe d'édition, en faveur de sa nouvelle édition Antiphonale monasticum (publication depuis 2005). Ce livre du chant des offices, édition officielle de l'ordre de Saint-Benoît, est édité à la base de l'antiphonaire de Hartker, jugé le plus correct afin de restaurer ceux que les moines carolingiens chantaient exactement il y a mille ans. D'où, le Corpus de Dom Hesbert contribuera, dorénavant, essentiellement aux études grégoriennes. Bien entendu, si Dom Hesbert avait pu constater ces évolutions, la composition du CAO aurait considérablement été différente.

## Découvert des manuscrits germaniques et des manuscrits latins
Il est certain que le chant grégorien conservait son immense uniformité, durant tout le Moyen Âge, et jusqu'à ce qu'arrive la Renaissance.
Toutefois, en sortant le Corpus antiphonalium officii, Dom Hesbert distingua deux groupes de manuscrits, délicatement différents de textes et donc de mélodies, selon la loi de composition. Plus précisément, le musicologue exceptionnel s'aperçut qu'un certain nombre de répons étaient accompagnés d'un verset spécifique dans l'ensemble A et d'un verset systématiquement différent dans l'ensemble B. Dom Hesbert adopta une dénomination « germanique ou latin »,.  

La division de l'empire carolingien causa-t-elle les deux traditions différentes de manuscrits ? Encore faut-il des études approfondies.

- groupe A, germanique ou est (énorme et assez compact[eg38 2]) : tous les manuscrits dans les pays employant la langue germanique, à partir de Verden jusqu'au Rhin à l'ouest englobant à l'est la Bohême et l'Autriche ; mais également, une dizaine de manuscrits suédois dont Lund et Linköping ; de plus en France, de Metz, en passant par Langres vers Dijon, ainsi que jusqu'à Tours ; enfin en Italie du Nord, dès Monza vers Venise[eg38 3].
- groupe B, latin ou ouest (plus fragmenté[eg38 4]) :  tous les manuscrits anglais et norvégiens ; la plupart des manuscrits français, espagnols, porgugais, belges ainsi qu'italiens[eg38 5].

Encore ignore-t-on la raison précise pour laquelle ces deux groupes existaient. De plus, ni la dénomination « germanique ou latin » ni celle de « est ou ouest » n'est capable de satisfaire ce phénomène, car il est évident que l'on ne peut pas attribuer strictement ces groupements à la situation géographique. La langue maternelle des copistes non plus. Ainsi, la tradition des manuscrits norvégiens et celle de la Suède étaient différentes.   
Par ailleurs, grâce à cette découverte de Dom Hesbert, la vraie raison de deux fois de réformes cisterciennes dans le domaine du chant liturgique fut identifiée par Alicia Scarcez en 2011 : conflit entre ces deux traditions au sein de cet ordre.

## Postérité

### ProjetCantus
En bénéficiant de la publication du Corpus antiphonalium officii, Dr Ruth Steiner, auprès de l'université catholique d'Amérique, inaugura son immense projet Cantus dans les années 1980. Il s'agit d'une indexation d'une centaine d'antiphonaires neumés et notés dans les deux formes, en numérique ainsi qu'en publication,.

### Liste en ligne
- Institut de recherche et d'histoire des textes : Auteur René-Jean Hesbert [lire en ligne]
- Projet CURSUS : contient une version XML de CAO

### Compte rendu
- Emmanuel Poulle, Corpus antiphonalium officii, Vol. V, Fontes earumque prima ordinatio
dans la revue Bibliothèque de l'École des chartes, 1978, no 136-1, p. 95 - 98 [lire en ligne]

### Thèse doctorat
- Daniel Saulnier (Abbaye Saint-Pierre de Solesmes), Des variantes musicales dans la tradition manuscrite des antiennes du répertoire romano-franc sous la direction de Marie-Noël Colette (2005) [lire en ligne]